# Rhyssemus hauseri
Rhyssemus hauseri är en skalbaggsart som beskrevs av Vladimir Balthasar 1933. Rhyssemus hauseri ingår i släktet Rhyssemus och familjen Aphodiidae. Inga underarter finns listade i Catalogue of Life.